# Малотечка
Малотечка — річка в Україні, у Новгород-Сіверському районі Чернігівської області. Права притока Десни (басейн Дніпра).

## Опис
Довжина річки 22 км., похил річки — 2,2 м/км. Площа басейну 132 км².

## Розташування
Бере початок у Ларинівці. Тече переважно на південний схід і на південно-східній околиці Кудлаївки впадає у річку Десну, ліву притоку Дніпра.
Населені пункти вздовж берегової смуги: Бугринівка, Стахорщина.
Річку перетинає автомобільна дорога Н27